# Střední průmyslová škola Brno, Purkyňova
Střední průmyslová škola Brno, Purkyňova je příspěvková organizace poskytující středoškolské vzdělání, buď v průmyslu nebo sociální činnosti. Sídlí na Purkyňově ulici v Brně. Školu zřizuje Jihomoravský kraj a prošla několika sloučeními s jinými školami (v letech 2006 a 2012). [zdroj?]
Poskytuje vzdělání s maturitou v oboru informační technologie, elektrotechnika, sociální činnost, ekonomika a podníkání a průmyslovou ekologii. V učebních oborech elektrikáře a elektromechanika.

## Historie školy
Škola vznikla v roce 1949 jako Závodní učňovská škola při tehdejším národního podniku Tesla Brno.
V roce 1984 získala budovu na nynější adrese již jako SOU elektrotechnické.

### Vývoj po roce 1989
- 1989 škola se osamostatnila s názvem Integrovaná střední škola, současně vznikla v budově Rodinná škola
- 1993 sloučením obou škol vznikla Integrovaná střední škola, Brno, Purkyňova 97
- 1996 byla škola sloučena s Integrovanou střední školou Brno, Merhautova
- 1997 byla škola sloučena s Rodinnou školou Brno, Olomoucká

### Předchozí ustálené názvy školy
- 2006 Střední školu informačních technologií a sociální péče, Brno, Purkyňova 97
- 2012 Střední průmyslovou školu elektrotechnickou a informačních technologií Brno (spojení s Kounicovou)
- 2015 Střední průmyslovou školu Brno, Purkyňova, příspěvková organizace.

### Současnost
Dosud největší přírůstek žáků získala škola od školního roku 2012/13 sloučením se SPŠ elektrotechnickou, Brno, Kounicova, na dnešní stav 1 300 žáků. Škola dosahuje svojí plánovanou kapacitou, zřizovatel budovu nadstavil novým 4. patrem za 12 milionů korun v roce 2015. Vybudovaly se tak 4 odborné učebny specializované na výuku IT, elektrotechniky a další potřebné zázemí žákům a učitelům.
Škola koncem ledna organizuje soutěž Purkiádu. Je určena pro žáky 9. ročníků základních škol, jenž soutěží o ceny.

## Studium
Škola nabízí několik maturitních i učebních oborů, přičemž každý obor je na škole zastoupen konkrétním písmenem, které odpovídá názvu jednotlivých tříd (např. třída V1C je třída žáků 1. ročníku maturitního oboru informační technologie).

### Obory studia s maturitou
- Informační technologie - V
  - Počítačové sítě
  - Programování a databáze
  - Počítačová grafika a internetové aplikace
  - Monitoring a řízení technologických procesů
- Elektrotechnika
  - Slaboproudá elektrotechnika - L
  - Silnoproudá elektrotechnika - Z
  - Počítačové sítě a kybernetická bezpečnost - P
- Sociální činnost - S
- Ekonomika a podnikání - I
- Průmyslová ekologie - E
- Mechanik elektrotechnik - M

Nejvíce zastoupeným oborem školy jsou informační technologie. Toto studium je od 3. ročníku specificky zaměřeno na programování, grafiku nebo automatizaci. Studium provází povinná praxe u průmyslových partnerů a závěrečná absolventská písemná práce. Rovněž zde lze vystudovat maturitou ukončené obory elektrotechnické. [zdroj?]
Studijní obor průmyslová ekologie doprovází obor ekonomiku a podnikání nebo již letitý obor sociální činnost. Škola má uzavřenou spolupráci s řadou zdravotnických zařízení v Brně. [zdroj?]

### Obory s výučním listem
- Elektrotechnika
- Elektromechanik pro zařízení a přístroje

S výučním listem se lze na škole vyučit jako elektrikář nebo elektromechanik pro zařízení a přístroje.